# Widzenie mezopowe
Widzenie mezopowe, widzenie zmierzchowe – termin oznaczający pracę ludzkiego narządu wzroku w warunkach przejściowych, czyli przy niedostatecznej ilości światła. W odbieraniu bodźców świetlnych biorą udział wtedy zarówno czopki (działające przy dobrym oświetleniu i zapewniające widzenie barwne), jak i pręciki (działające przy niedostatecznym oświetleniu i dające jedynie możliwość widzenia achromatycznego). 
Widzenie mezopowe jest stanem pośrednim pomiędzy widzeniem w normalnych warunkach oświetleniowych, zwanym widzeniem fotopowym, a postrzeganiem świata wyłącznie w barwach szarości, gdy światła jest bardzo mało, zwanym widzeniem skotopowym.

## Opis zjawiska
Widzenie mezopowe jest stanem upośledzonej pracy ludzkiego oka, w którym w miarę spadku natężenia oświetlenia wyłącza się najpierw działanie czopków wrażliwych na pasmo czerwone, a niewiele później przestają działać czopki z pasma zielonego. Ponieważ różnica czułości energetycznej pomiędzy tymi oboma rodzajami receptorów jest niewielka, stąd widzenie mezopowe można traktować, jako obserwację otoczenia w barwach niebiesko-szarych, przy czym barwy od zielonej poprzez żółtą i pomarańczową aż do czerwonej są nie tylko odbierane jako szarość, ale także jest to szarość ciemniejsza niż by wydawać się to powinno. Zaburzenia percepcji barw przy widzeniu zmierzchowym zostały opisane przez czeskiego fizjologa i histologa Jana Evangelistę Purkyniego i są nazywane "zjawiskiem Purkiniego".
Podczas widzenia zmierzchowego pojawiają się także inne złudzenia. Pełna adaptacja oczu do widzenia skotopowego trwa kilkanaście minut. W związku z tym przy nagłym zgaszeniu światła nie widzimy nic wyraźnie, a w miarę upływu czasu coraz lepiej rozróżniamy kontury. Przy pełnym oświetleniu oko ludzkie najdokładniej odróżnia barwy pomiędzy zieloną a pomarańczową. 

## Inne problemy percepcji barw
Sprawność fizjologiczna oka ludzkiego pogarsza się znacząco wraz z wiekiem. Dotyczy to nie tylko zmniejszenia amplitudy akomodacji (powodującej osłabienie ostrości widzenia z bliska, ale łatwej do korekcji przy pomocy okularów), ale także obniżenia zakresu percepcji barwnej, polegającej na zawężeniu odbieranego widma barwnego. Skutkiem tego ostatniego zjawiska jest obserwowana u wielu malarzy tendencja do zawężania palety barwnej w dziełach tworzonych w starości (widoczna np. w dziełach Juliana Fałata czy Franciszka Goi). 